# The Road Warriors
The Road Warriors fueron un tag team de lucha libre profesional compuesta originalmente por Michael "Hawk" Hegstrand y Joseph "Animal" Laurinaitis, aunque otros miembros se sumaron más tarde en su carrera. Son parte del WWE Hall of Fame desde 2011. También fueron conocidos como Legion of Doom.

## Historia

### Georgia Championship Wrestling (1982-1984)
En la década de 1980, en Georgia Championship Wrestling la división de la NWA, Paul Ellering presentó un stable llamado "The Legion of Doom", que consistía de los Road Warriors, Jake "The Snake" Roberts, The Spoiler, Matt Borne, King Kong Bundy, Arn Anderson, The Iron Sheik y el Sheik original. Animal había competido brevemente como Road Warrior antes de que Ellering lo emparejara con su compañero de Chicago, Hawk para formar el Road Warriors. El stable fue de corta duración y el nombre de "Legion of Doom" pronto se refirió sólo a los Road Warriors junto a Ellering de acuerdo con uno u otro nombre utilizado indistintamente a través de sus carrera. Animales revela en el DVD "Road Warriors: The Life and Death of the Most Dominant Tag-Team in Wrestling History (2005)" ("Road Warriors: La vida y la muerte del Mayor Equipo Dominante de la lucha en la historia (2005)"), que el nombre de "Legion of Doom" fue tomado de la caricatura Súper Amigos.
Los Road Warriors con un alto poder impactante en su estilo y sus atuendos únicos rápidamente los catapultó al éxito, fueron temidos por los opositores a tal punto que algunos luchadores agarraban lo que tenían y dejaban la arena cuando veían que estaba previsto enfrentarse a los Road Warriors. En Georgia, el equipo ascendió rápidamente a la cima a pesar de ser muy jóvenes y sin el tradicional "Pago de cuotas" porque eran tan creíble en su papel de monstruos poderosos. Les tomó menos de 6 meses a partir de su debut para ganar el Campeonato Nacional en Parejas de la NWA, un título que ganaron tres veces más en Georgia.

### Japón (1985-1990)
En marzo de 1985, los Road Warriors comenzaron a viajar por Japón, sobre todo con All Japan Pro Wrestling (AJPW), donde hicieron un impacto inmediato aplastando al equipo monstruo de Killer Khan y Animal Hamaguchi en menos de 4 minutos.

### World Wrestling Federation (1990-1992)
The Road Warriors inmediatamente firmó con la World Wrestling Federation (WWF) en 1990 y fueron empujados hacia un feudo con el más famoso de todos los "Road Warrior Clones",  Demolition, un grupo que incluía a su viejo compañero de entrenamiento Barry Darsow. Debido a la delicada salud de un miembro de Demolición (Bill Eadie / "Ax") fue reemplazado por Crush, pero la magia del Demolición original había desaparecido y la pelea no estuvo a la altura de las grandes expectativas de los aficionados.
Un poco más de un año después de firmar con la WWF, la Legion of Doom ganó el Campeonato Mundial en Parejas derrotando a "The Nasty Boys" en SummerSlam 91 en el MSG. Lo retuvieron durante unos 8 meses.
El 2 de abril de 2011 Hawk, Animal y Paul Ellering fueron introducidos al Salón de la fama de la WWE
- Movimientos finales
  - Doomsday Device

## Campeonatos y logros

### The Road Warriors / Legion of Doom
- All Japan Pro Wrestling
  - NWA International Tag Team Championship (1 vez)

- American Wrestling Association
  - AWA World Tag Team Championship (1 vez)

- Fighting World of Japan Pro Wrestling
  - World Japan Tag Team Championship (1 vez)

- Independent Pro Wrestling
  - IPW Tag Team Championship (1 vez)

- National Wrestling Alliance
  - NWA Hall of Fame (Clase de 2012)[6]

- World Wrestling Federation / WWE
  - WWF Tag Team Championship (2 veces)
  - Hall of Fame (2011)

- Pro Wrestling Illustrated
  - Equipo del año (1983)[7]
  - Equipo del año (1984)[8]
  - Equipo del año (1985)[9]
  - Equipo del año (1988)[10]

### The Hell Raisers
- New Japan Pro Wrestling
  - IWGP Tag Team Championship (2 veces)

### Legion of Doom 2005
- World Wrestling Entertainment
  - WWE Tag Team Championship (1 vez)